# 現代の英雄
『現代の英雄』(ロシア語 Герой нашего времени）は、帝政ロシアの詩人ミハイル・レールモントフが1840年に発表した中編小説。レールモントフの代表作であるのみならず、その端正な上質の文体は、近代ロシア文学においてロシア語文章語を本格的に確立した作品として、プーシキン後期の作品群と共に高く評価されている。
ツルゲーネフは、『現代の英雄』の文章の正確さと簡潔さに賛辞を惜しまなかった。また、チェーホフもトルストイも、『タマーニ』をロシア散文作品の最高傑作に数えている。
また、主人公の「憎々しい」(ある意味では近代的な）人物像も、緻密な主人公の心理描写も、従来のロシア文学には見られなかった画期的なもので、後の作家にも多大な影響を与え続けた。

## 概要
レールモントフ最初のカフカース追放の頃（1837年頃）に書き始められ、雑誌で断章が発表されたのち、1840年に単行本として上梓された。
主人公ペチョーリンの姓がロシアのペチョーラ川から採られており、それがプーシキンがオネーギンをオネガ湖（オネガ川説もあり）から命名したパターンを踏襲したことは良く知られている。プーシキンを尊敬し、彼が決闘で斃れた時には怒りを込めて『詩人の死』を書いたレールモントフが、『現代の英雄』執筆に際しても、これをプーシキンへの挽歌と意識していたことは想像に難くない。
オネーギンとペチョーリンは、いずれもロシア文学の「余計者」の典型とされ、よく比較されるが、タチヤーナの恋文に対して分別ある善人として振る舞ったオネーギンに比べると、関心を抱いた女性を必ず不幸にしてしまうペチョーリンの方が、遙かに冷酷である。
原題の герой（男性名詞）には、「英雄」のほか、「主人公」の意味もある。日本では『現代の英雄』という訳が定着しているが、「われらの時代の主役（ヒーロー)」の意味も併せ持っている。
構成は以下の通り。この区分は、最初の単行本が第一部と第二部の分冊で上梓された名残である。
- 序文                           Предисловие
- 第一部                         Часть первая
  - (1) ベラ                    Бэла
  - (2) マクシム・マクシームィチ  Максим Максимыч
  - ペチョーリンの手記            Журнал Печорина
    - 序文                         Предисловие

  - (1)タマーニ                   Тамань
- 第二部（ペチョーリンの手記の終章）Часть вторая (Окончание журнала Печорина)
  - (2) 公爵令嬢メリー            Княжка Мери
  - (3) 運命論者                  Фаталист

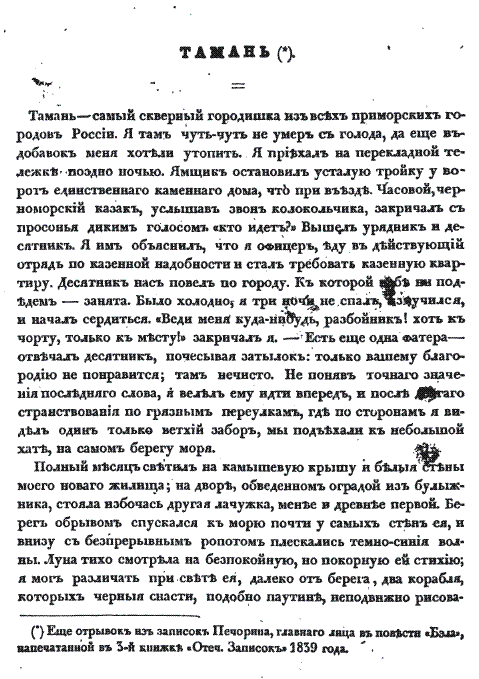
雑誌『祖国の記録』に載った『タマーニ』の最初のページ (p.144)

(「ペチョーリンの手記」「第一部」「第二部（ペチョーリンの日記の終章)」は見出し語（ヘッドライン）のみ。) 『ベラ』と『マクシム・マクシームィチ』は、カフカ―スの2等大尉マクシム・マクシームィチの見た将校ペチョーリンが三人称で描かれ、『タマーニ』『公爵令嬢メリー』『運命論者』はペチョーリンの一人称語りである。いずれもカフカース地方を舞台とする。各章は独立した短篇小説（日記形式の『公爵令嬢メリー』だけがやや長い）として読める。
また、各章の初出は以下の通り。
- 『ベラ』(1838年脱稿) - 雑誌『祖国の記録』(ロシア語 Отечественные записки) 1839年、т.2, No.3.(3月)
- 『運命論者』 - 同、1839年、т.6, No.11.
- 『タマーニ』 - 同、1840年、т.8, No.2.
- 『マクシム・マクシームィチ』 - 1840年、単行本初版
- 『公爵令嬢メリー』 - 単行本初版
- 序文(1841年春脱稿、於・ペテルブルク) - 単行本第2版

## 梗概

### ベラ
テレク河畔の要塞に赴任した青年将校ペチョーリン Печорин は、帰順したチェルケス人の領主の長女の婚宴の席で、16歳ほどの妹娘ベラ Бэла を見そめる。山賊の顔も持つしたたかな商売人・カズビッチ Казбичも彼女に思いを寄せている。ベラの弟アザマート Азамат は、カズビッチの名馬が欲しくてたまらないが、はなから相手にされない。そのことを知ったペチョーリンは、「お前の姉さんをさらって来てくれれば、カズビッチの馬を盗む機会を与えてやろう」と取引を持ちかけた。
かくしてベラは、頭にチャドラ（ベール）をかぶせられ両手足を縛られてアザマートの鞍に横ざまに乗せられ、要塞のペチョーリンの宿舎に連れて来られた。が、父の戒めに背いたアザマートは集落から姿を消し、愛馬を盗まれたカズビッチは、報復に彼の父親を殺した（ベラがこのことを知るのはかなり後である)。そしてベラは部屋の隅にうずくまったまま、怯えて口もきこうとしない。彼女の心を開かせようと、ペチョーリンは自らもタタール語を学び、贈物を山と持ち帰るが、大して功を奏さない。万策尽きたペチョーリンは最後の手段に出た。旅支度をし、お前は自由だ、この家の全財産もお前のものだ、と優しく言い残し、出て行きかけたところで、ベラは男の首に取りすがった。
ベラの心を射止めたペチョーリンは、最初のうちこそ、彼女を人形のように着飾らせて可愛がるが、4か月ほど経つと、再び退屈と倦怠に取りつかれ、狩りで家を空けることが多くなった。そしてペチョーリンの留守に外へ出たベラは、小川のほとりで、馬に乗ったカズビッチにさらわれる。狩りの帰り道のペチョーリンらが見つけ後を追い、銃弾は馬の後脚を撃つが、カズビッチはベラの背中を短剣で刺して逃げた。ベラはペチョーリンに看取られながら3日目に死んだ。その3か月後、ペチョーリンは某連隊へ転属となり、グルジアへと去った。

### マクシム・マクシームィチ
ベラの物語を聞き、ペチョーリンなる人物に大いに好奇心をそそられた「私」は、ウラジカフカースの宿で、語り手マクシム・マクシームィチと再会した。そこへ立派な馬車が到着し、従僕は、馬車の主はペチョーリンで、今日は主人は某大佐宅に泊まるという。M.M.にとっては4年ぶりの再会で、すぐさま従僕を使いに出し、彼がすぐにでも駆けつけてくれるものと心踊らせるが、待てど暮らせどペチョーリンは来ない。翌朝、待ちくたびれたM.M.は仕事で司令部へ向かったが、そこへ漸くペチョーリンが現れたので、「私」はすぐさま司令部に使いをやった。初めて見るペチョーリンは、体躯・容姿・身なり、すべて申し分ない好男子で、上流婦人にはモテそうだが、一挙手一投足には、どこか神経質で、周囲に打ち解けぬ性格が微妙に滲み出ている。そして、笑う時も目だけは笑っておらず、眼光は鋭いが冷たい。
M.M.が汗びっしょりで駆けつけたが、M.M.の感激ぶりに比べると、ペチョーリンの態度は冷たくよそよそしい。積もる話もあろうM.M.の様子を無視し、ペチョーリンは「もう時間ですから」と去ってゆく。行き先はペルシャ、そして更にその先だという。M.M.は最後に、馬車の扉に取りすがりながら、「お前の書いた物が残っているぞ」と叫ぶが、「好きにして下さい」と素っ気ない答が返って来ただけだった。哀れな老2等大尉は「旧友を忘れるような者に、碌なことはあるまい」と嘆く。
ペチョーリンの残したノートは10冊あった。「私」はそれをM.M.から貰い受けた。

### 「ペチョーリンの手記」の序文
ペチョーリンがペルシャからの帰途亡くなったと聞いたので、「私」は誰にも気兼ねなくこの手記の出版に踏み切ることにした。彼の人生を記録した分厚いノートの中から、カフカース滞在に関するもののみを選んである。

### タマーニ
黒海のひなびた港町・タマーニで、俺はひどい目に遭った。
公務の道中タマーニに寄ったが、泊まる所がどこにも無い。分隊長をどやしつけ、やっと案内されたのが、海辺のみすぼらしい小屋だった。母屋の住人は、盲目の少年と老婆だけだ。

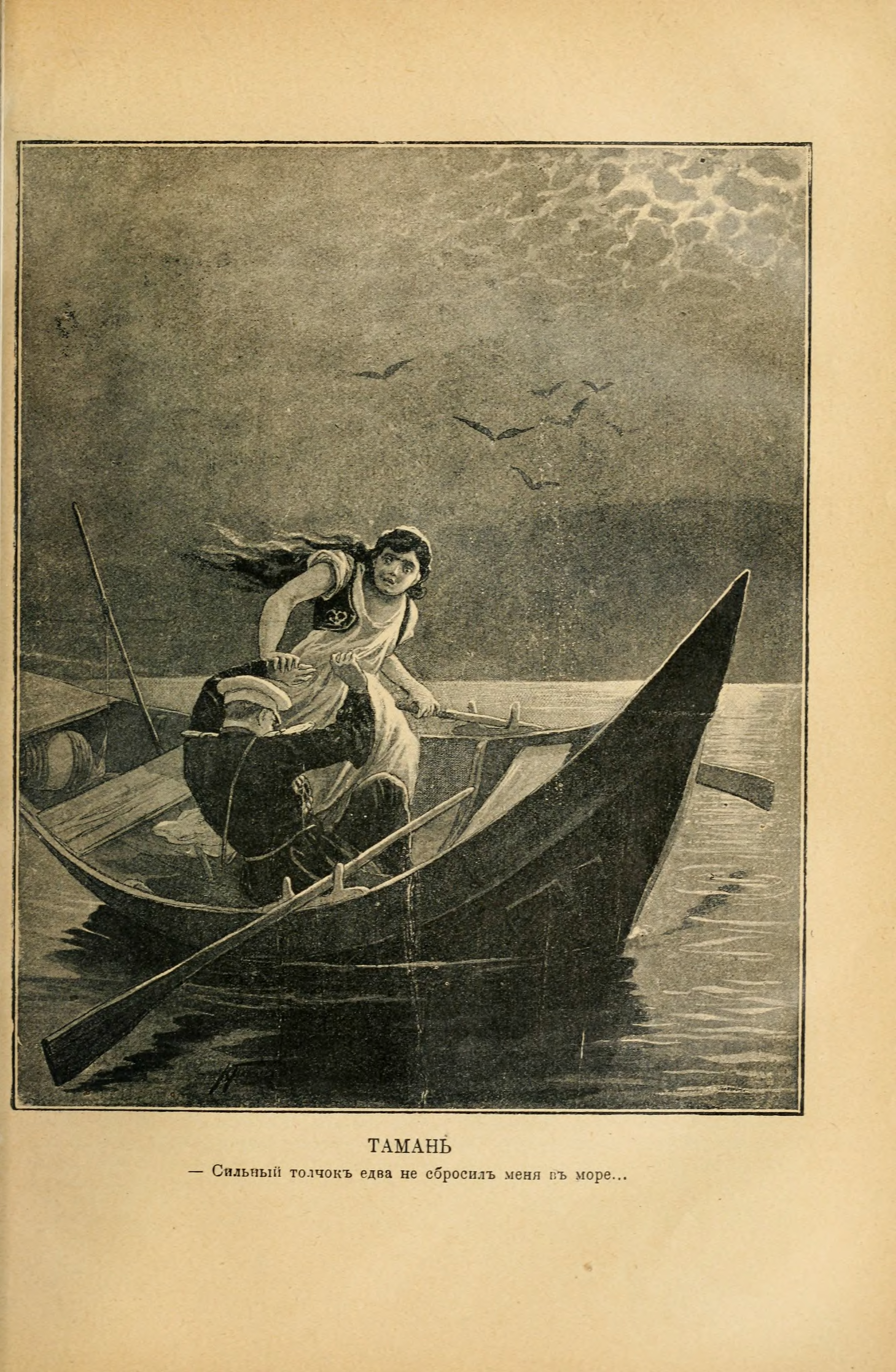
海に突き落とされかけるペチョーリン
V.A.ポリャコフ(В.А.Поляков)画

真夜中に人の気配を感じた俺は、それを追うように外へ出た。例の少年が包みを抱えて海へと降りてゆく。海岸には女がいて、何か話し始めたが、昼間は俺に小ロシア方言を使っていた少年が、今はきれいなロシア語を話している。沖から小舟が近づき、男が降り立った。ヤンコЯнкоというらしい。3人は小舟から何か運び出し始めた。
翌日、例の夜中の包みのことで、俺は少年を老婆の前で問い詰めたが、これが命取りとなった。
神秘的な歌を歌う娘が現れた。俺は、昨夜も海岸で同じ歌が聞こえていたのを思い出した。俺は夜中に見た一部始終を娘に話してやったが、これも裏目に出た。
少年も娘も老婆も、密輸業者の一味だったのである。
そうとも知らぬ俺は、誘われるままに、夜の海岸へ出て、娘と2人で小舟に乗った。が、沖合へ出ると、娘は甘い言葉を囁きながら、俺の腰のピストルを海へ落とした。俺は泳げない！ 娘は俺を突き落とそうとする。必死でもみ合った挙句、俺は娘を海に落とし、這々の体で岸辺に辿り着いた。
娘は海岸に泳ぎ着いていた。そこへ小舟が近づき、ヤンコが降りて来た。帽子はタタール帽だが、髪型はコサック風だ。ベルトの下にナイフが光っている。娘は何か話し始めた。「もうおしまいだよ」－ 見られたんだよ、と話しているらしい。暫くすると少年が袋を背負って現れ、3人は小舟に積み込みを始めた。そしてヤンコは「これからは、よその土地で商売をするさ。もうここには来られないからな」と、少年に小銭を渡し、娘を小舟に乗せて小さな帆を上げた。岸からの風に乗って、白帆は暗い波間へとみるみる遠ざかって行った。
小屋に戻ると、金入れ箱から短剣に至るまで、俺の金目の物は、すべて消えて無くなっていた！ みな夜中に少年が持ち去っていたのだ。

### 公爵令嬢メリー
鉱泉療法で名高いピャチゴールスク滞在中、俺は、足の怪我で療養中の戦友グルシニツキー Грушницкий と再会した。
田舎地主貴族が幅を利かすこの町で、モスクワからリウマチ治療に来ているリゴーフスカヤ公爵夫人 княгиня Лиговская と、その娘メリー Мериの親子は、洗練されて美しく、人目を引いた。が、グルシニツキーと令嬢メリーとがいい雰囲気なのが、俺には面白くない。幸せな男が近くにいるだけで、うすら寒い気分になるのだ。幸か不幸か、昔関係のあったヴェーラ Вера も夫と共に来ており、しかも今の夫は公爵夫人とは遠縁で、住まいも隣同士だという。俺は、過去を感づかれないために、公爵令嬢を追い回すことを約束する。

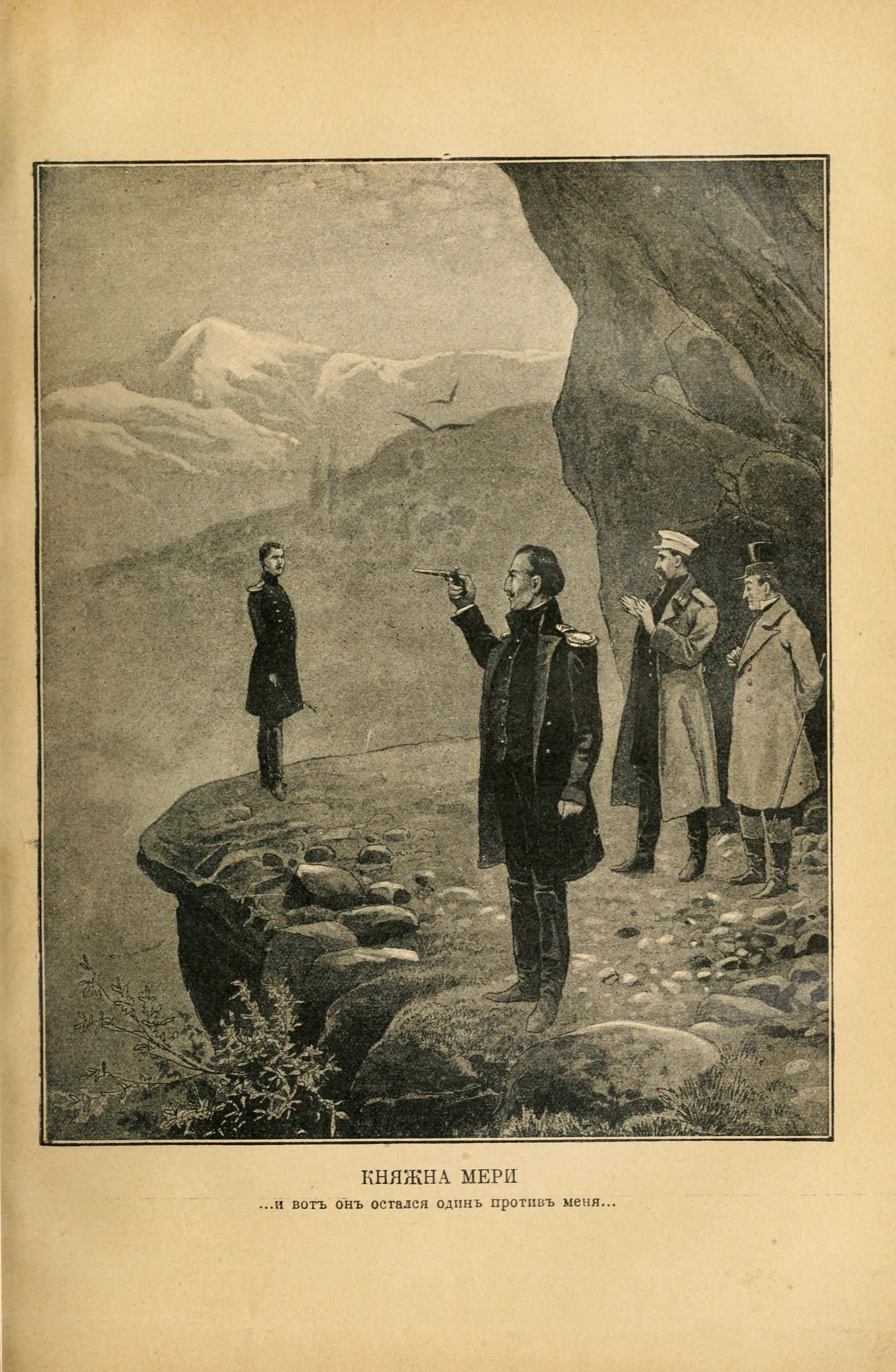
ペチョーリンとグルシニツキーの決闘
V.A.ポリャコフ(В.А.Поляков)画

レストランのホールでの舞踏会に始まり、何も知らないグルシニツキーと公爵夫人宅を訪れるなどして、俺はゆっくりと公爵令嬢に近づく。周到に計算された俺の立ち回りに、思惑通り、令嬢の心は次第にグルシニツキーから離れて行った。
俺に屈折した未練の残るヴェーラは、「あなたが公爵夫人宅に来なければ、私はあなたに会えない」と言う一方で、俺のメリーへの態度には嫉妬を隠せない。そんな或る日ヴェーラは、彼女と夫、そして公爵夫人親子が近々キスロヴォーツクへ移る予定だと教えてくれた。「あなたもいらして、隣に部屋を借りて下さい」そしてどう嗅ぎ付けたのか、グルシニツキーも、俺の2日後に、仲間を引き連れてキスロヴォーツクに到着した。
キスロヴォーツクで、俺は令嬢と馬を並べて郊外のポドクーモク川へ行き、浅瀬で馬に乗ったまま令嬢の頬に接吻した。彼女との距離は順調に縮まっているかに見えた。が、グルシニツキーと俺との関係はますます険悪になり、ついには決闘する運びとなった。
決闘は朝早く、キスロヴォーツク郊外の峡谷の崖の頂上で行われた。事態が公になると厄介なので、転落事故死への偽装を容易にするために、撃たれる者が崖っぷちの空地に立つことになった。俺がピストルの引き金を引くと、次の瞬間にはグルシニツキーの姿はもう眼前に無かった。
介添人を引き受けてくれた医師ヴェルネル Вернерが、グルシニツキーの遺体がら弾丸を抜き取り、事故死への偽装は一応成功した。が、グルシニツキーはメリーをめぐる決闘で死んだのだ、相手はペチョーリンだ、という噂は、たちまち町中に広まり、俺は N要塞に転属になった。俺はげっそりとやつれた令嬢メリーに、あなたと結婚するわけには行かない、とだけ告げ、キスロヴォーツクを去った。

### 運命論者

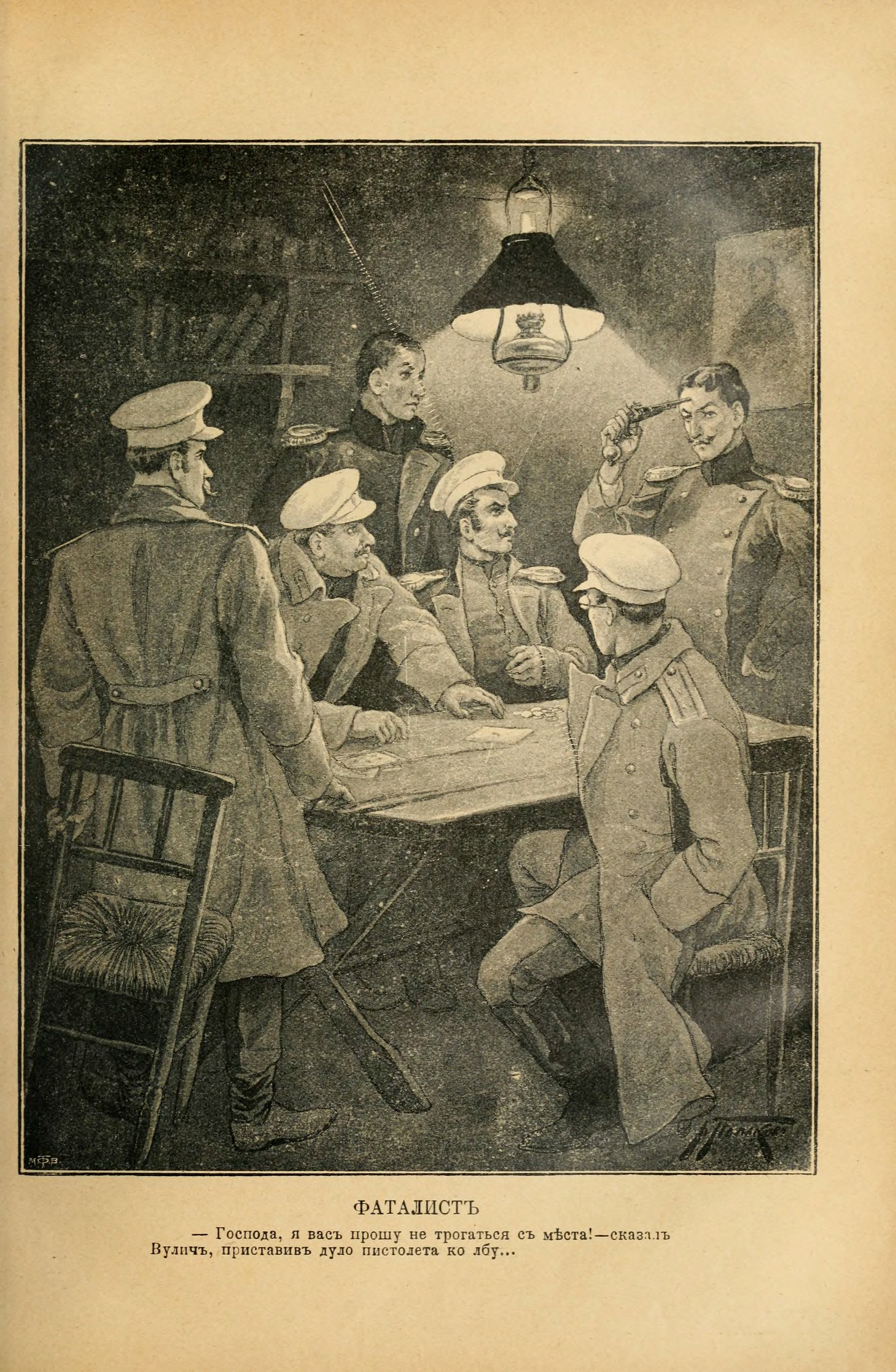
ヴーリッチの「賭け」
V.A.ポリャコフ(В.А.Поляков)画

軍左翼のコサックの村に2週間ほど滞在していた時のこと。
歩兵大隊の将校たちは、毎晩、順番に誰かの宿舎に集まってはカード遊びをするのが常だった。ある晩、S少佐の宿舎で、ボストン遊びにも飽きた頃、人間の運命は天上に記されている、というのは本当か、という議論で一座は盛り上がったが、各々が自説を披露するだけで結論は出ない。そこへヴーリッチ中尉 поручик Вуличが立ち上がり、「自由か宿命か、試してみれば良いではないですか」と言った。俺が最初冗談で「賭けで試しましょう。私は、宿命などない方に賭けます」と言い金貨を取り出すと、賭博好きのヴーリッチは乗って来て、本当に賭けが始まった。
ヴーリッチは少佐の寝室へ行き、壁に掛けられたいくつもの銃器から、ランダムに1挺のピストルをつかみ出し、火薬を詰めた。そして一同が別室のテーブルを囲んで座った時、俺にはヴーリッチの顔に、あと数時間で死ぬ、という予兆が見え、「あなたは今日死にますよ」と思わず口走ってしまった。
ヴーリッチは自分の額に銃口を当て、引き金を引いた。－ 不発だった。次いで、窓の上側に掛かっている軍帽を狙って撃つと、今度は銃声が響き、帽子は撃ち抜かれた。ピストルは装填されていたのである。俺は賭けに負けた。
帰途、真っ二つに斬られた豚の死骸が、月明かりの路上に転がっていた。間もなく2人のコサックが走って来て、豚を追いかける酔っ払いのコサックを見なかったか、と訊く。俺が豚の死骸を指差すと、早く捕まえないと、と口々に言いながら2人は走り去った。
翌朝4時に、俺は3人の将校に叩き起こされた。ヴーリッチが殺されたという。夜の帰り道、例の豚殺しのコサックと鉢合わせたのだ。俺の直感は当たっていた。そしてヴーリッチは臨終に「彼は正しい」と言ったそうだ。殺人犯が立てこもった村はずれの空き家に着くと、俺は犯人生け捕りの陣頭指揮を取った。

## ペチョーリンの特徴

### ペチョーリンの性格的特徴

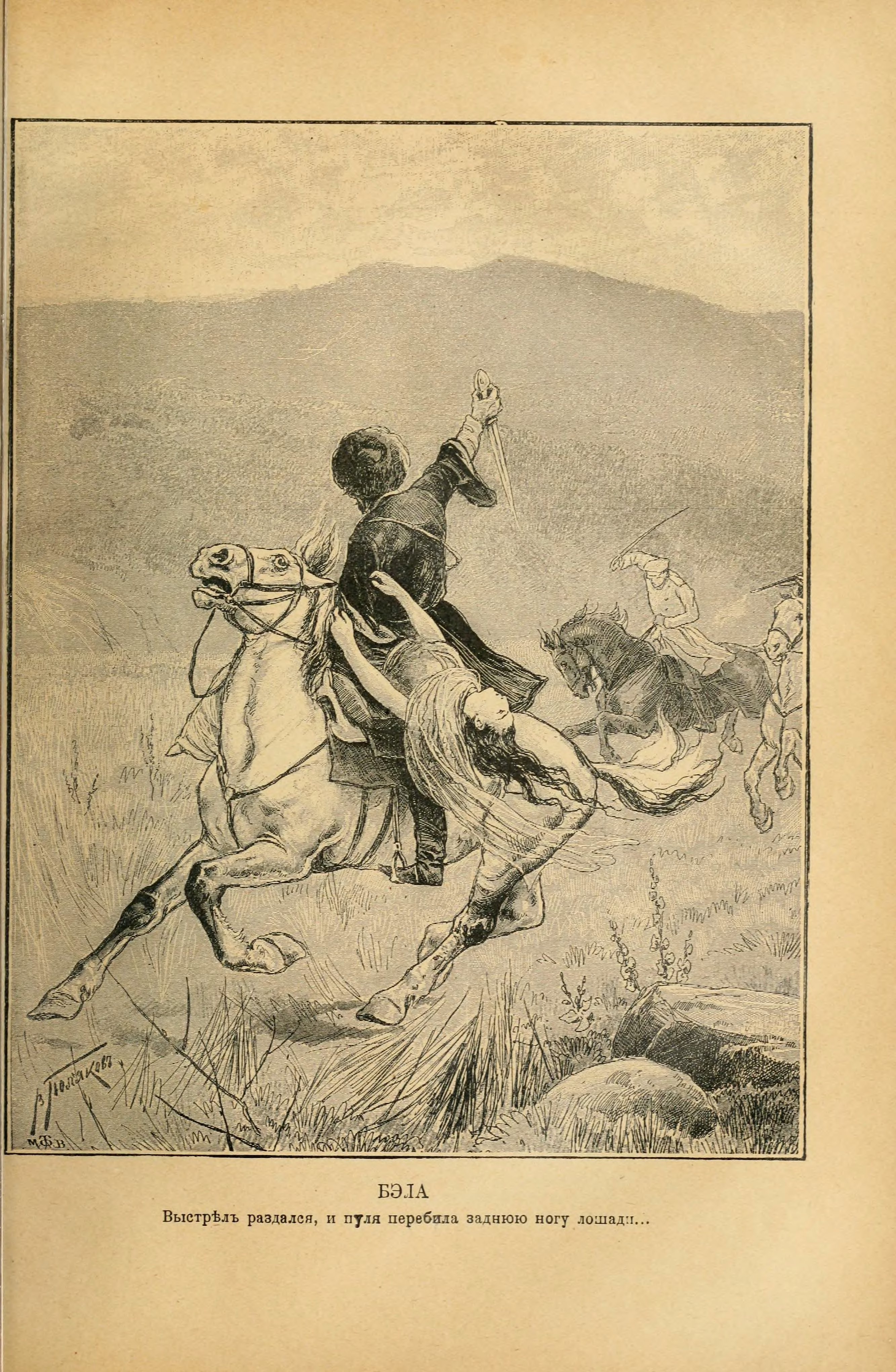
カズビッチにさらわれるベラ
V.A.ポリャコフ(В.А.Поляков)画

有能な職業軍人であるペチョーリンは、無為徒食が許される地主貴族型の余計者（オネーギン、オブローモフなど）とは一線を画しているかに見える。にもかかわらず、ペチョーリンが常にロシア文学の余計者の代表に挙げられる理由は、彼の意識を支配する退屈と倦怠にある。『ベラ』でのマクシム・マクシームィチへの告白に見られるように、金で買える満足、上流社交界の美女たちとの恋、読書と学問、挑んだものにはすべて飽きが来て、「チェチェン人の弾丸の下には退屈はあり得まい」と始まったカフカース生活も、1か月もすると弾丸にも緊張にも慣れ、期待の大きかった分、一層退屈は耐え難いものとなる。異郷の美少女ベラでさえ、最初は「慈悲深い運命の女神につかわされた天使」であったものが、4か月もすると「山出しの娘の恋は、名門の御婦人の恋より、ほんの少しましなだけです。片方の無知と純朴さにも、もう片方の嬌態と同じくらい、飽き飽きさせられます」と、倦怠に支配されている。そして、自分を退屈から救い出してくれるものは、いまや遠い異国への旅しかあるまい、と告白を結ぶ。『公爵令嬢メリー』の最後でも、ペチョーリンは、自分は陸にいると退屈することを宿命づけられ、迎えの船を待っている船乗りのようなものだ、と書いて筆を置いている。ベラの臨終の3日間は、ペチョーリンはずっと付き添っていたが、M.M.はいみじくも「ベラは捨てられる前に死んで良かったですよ」と「私」に語っている。
これと並んで、周囲の人間へのエゴイスティックで冷たい態度も、ペチョーリンの主要な特徴である。これも「民衆を知らないために現実から遊離し、活動の地盤を持たない根無し草のような存在」という余計者の特徴と重なる。『マクシム・マクシームィチ』での M.M.への態度、そして『公爵令嬢メリー』でのグルシニツキーへの態度に端的に表れているが、『ベラ』で M.M.に退屈と倦怠を告白する場面でも、「自分が誰かの不幸の原因になっている時には、自分もそれに劣らず不幸なのです」という自己正当化の論理が見られ、冷酷で冷笑的なエゴイストという描写は、全篇の随所に散りばめられている。
ペチョーリンの女性への態度は更に破滅的である。『公爵令嬢メリー』では『ベラ』の遙か上を行き、最初から「誘惑する気も無ければ結婚する気も無い」(『公爵令嬢メリー』6月3日）メリーに、グルシニツキーやヴェーラとの力学、そして彼女は自分になびくという確信（5月23日）だけで接近し、関わった人間はみな不幸になる。この悲劇の繰り返しには伏線が存在する。ペチョーリンが赤ん坊の頃、母親が占いの老婆に「この子は悪妻が原因で死ぬ」と予言されており(6月14日)、それゆえ「女のほかにはこの世で何一つ愛したものが無く、女のためなら何もかも犠牲にする覚悟でいる」(6月11日）にもかかわらず、「結婚を少しでも意識すると、燃えるような恋もたちまち冷めてしまう」(6月14日)。
尚、ベラを拉致したばかりのペチョーリンが、M.M.に「彼らの習慣によれば、私は彼女の亭主なのですよ」と答える場面を、「善悪の区別も麻痺した傲岸不遜なエゴイズム」と解釈することは、半分当たっている。イスラームの遊牧民と山地民には、カーリム（イスラーム式結納、マフル）の相場が高すぎる時には誘拐結婚の風習も見られたが、「こうした誘拐は当然に、関係する集団による血の復讐に発展したり、それに応酬する血塗れの騒動をともなったので、いくら遊牧民のあいだとはいえ、見ず知らずの集団のあいだで、それほど頻繁に誘拐結婚が行われたとは考えにくい。実際には、カーリムを払えない人びとがあらかじめ合意の上で行ったのであろう。それは、彼女の両親が前もって集めた親族一同の面前で騎馬の若者が女性をさらう儀礼から由来するのであろう」。勿論、ペチョーリンが「彼らの習慣」(原文 по-ихнему）をそこまで深く学んでいた形跡は無い。

### ペチョーリンを生み出した作家と時代
ペチョーリンの人物像は、作者ミハイル・レールモントフ自身の暗い生い立ちによる個人的資質、そしてニコライ1世時代という執筆当時の時代背景と不可分とされる。
名門と自負する母方祖母は、娘の結婚に最初から反対だったため、ミハイルが幼い時から両親は不和であった。そしてミハイルが満3歳にも満たぬ時に母が死去すると、母方祖母と実父との不和と長い確執が始まった。詩人は裕福な母方祖母のもとで溺愛されて育ち、最高の教育を受けたが、絶えず孤独が影を落としていた。
そして詩人は、1830年から31年にかけて、モスクワの劇作家イワーノフの娘、ナターリヤ・フョードロヴナ・イワーノワの裏切りに遭い、手ひどい痛手を負っている。(実名と時期は、文芸評論家アンドロニコフ（1908年‐1990年）の入念な調査によって突き止められた。）この時期にレールモントフは、恋と心変わりをテーマとする一連の詩を書き、31年には戯曲『変わり者』Странный человекで、「ナターリヤ・フョードロヴナ」という娘を親友に奪われ、彼女の結婚式で悶死する青年アルベーニンを描いている。そして裏切りによる心の傷は終生癒えることが無く、実生活でのレールモントフも、ペチョーリンのように、女性を抜け目なく口説いては征服後に飽きる、というパターンを繰り返していた。
ニコライ1世（在位1825年‐1855年）の厳しい反動政治という時代背景も無視できない要因である。デカブリストの乱の首謀者は極刑に処せられ、プーシキンは仕組まれた決闘で殺され、レールモントフ自身もカフカースに追放された。エゴイズムとニヒリズムの権化のような主人公は、知識人が自由に物が言えず、何をなすべきかという方向性も全く見出せず、希望に満ちた行動も何も起こせない、という時代の生み出した必然でもあった。

### ペチョーリンへの評価
主人公ペチョーリンへの評価は、刊行当初から真っ二つに割れた。批評家ベリンスキーに代表される擁護派は、『現代の英雄』を偽善的な既成道徳への挑戦と見なし、その批判精神の具現者としてペチョーリンを絶賛したが、保守派の論評（ニコライ1世もこちらに属する）は、ペチョーリンの不道徳性を強く非難した。

## カフカース地方の描写
『現代の英雄』におけるカフカース地方の地理・自然の描写は秀逸である。

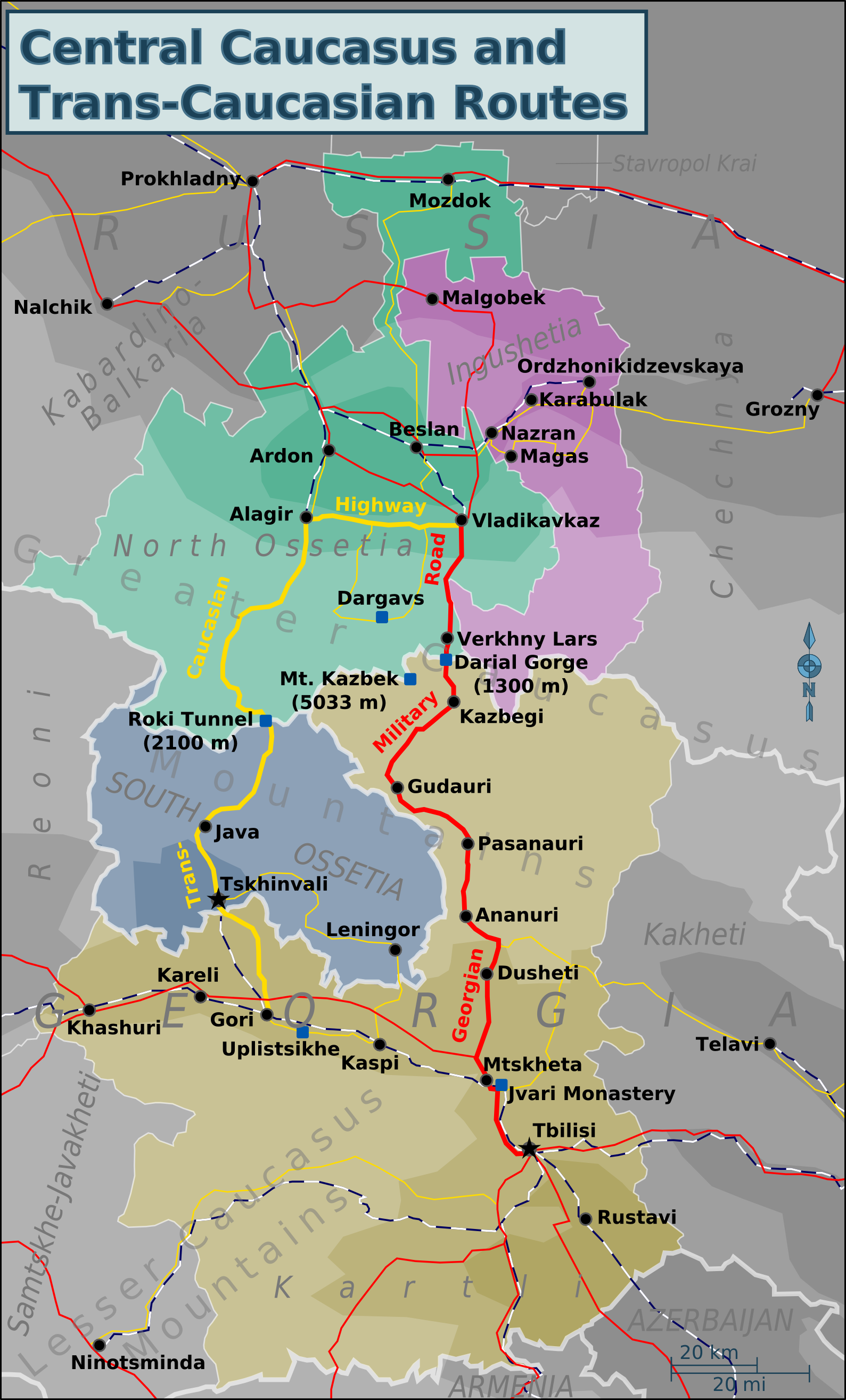
グルジア軍道(赤太線)　トビリシは19世紀は「チフリス」。

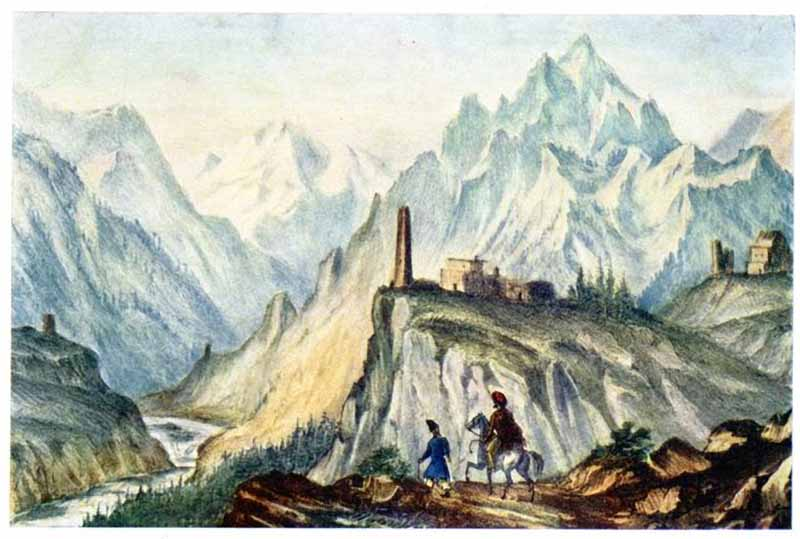
コビ付近の峡谷より十字架峠(クレストヴァヤ山)を望む
(レールモントフ画、1837年)

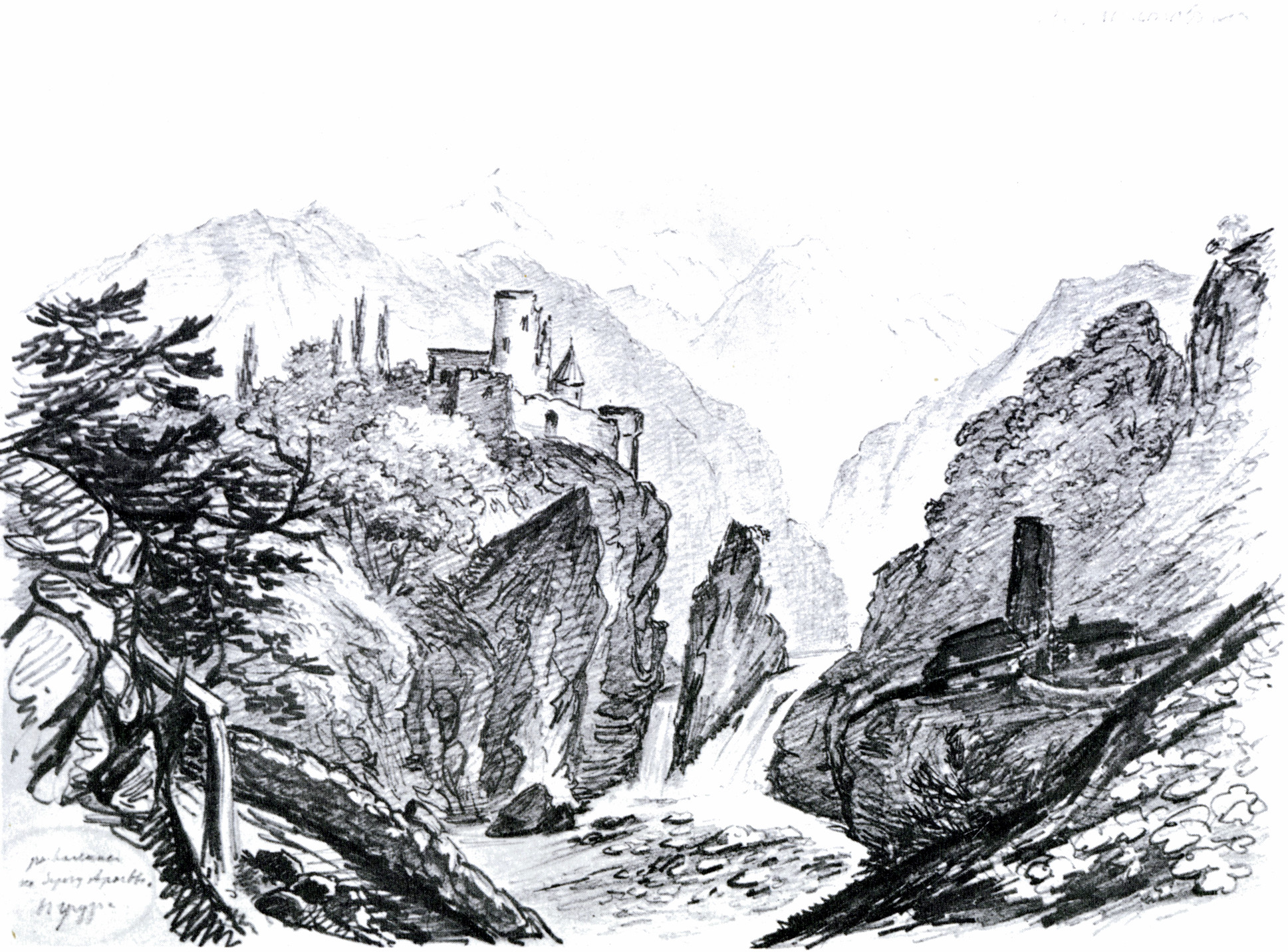
アラグワ河畔の廃墟(レールモントフ画)

### 『ベラ』- グルジア軍道
『ベラ』では、「私」とマクシム・マクシームィチの山越えの場面と、M.M.のベラに関する昔語りとが交互に登場するが、時々挟まれる「今」の描写は、時としてベラの物語すら圧倒する。深い峡谷と天を突く銀嶺、夜と朝の天界と地上界の変化などの荘厳な描写は、同時に、視覚・聴覚・皮膚感覚・平衡感覚などを総動員した正確無比な描写でもあり、読者は、あたかも自分がその場に居合わせて山の冷気を浴びているような体感を再現させられる。
物語は「私」が「チフリス（現トビリシ）から」駅馬車を乗り継いでの旅上、と始まるので、引き続き登場する地名から、グルジア軍道（チフリス - ウラジカフカースを結ぶ）を北上する旅と分かる。
作品中に登場する（南から順に）十字架峠(=クレストーヴィ峠、作中では「クレストーヴァヤ山」、標高2,379m）・コビ（標高1,970m）は、左の地図のグダウリ(グダウル、標高2,196m）とカズベギ（標高1,750m）との間に位置する。また作品中のコイシャウールとは、左の地図上のパサナウリ(パサナウル、標高1,050m）のことである。十字架峠は、グルジア軍道で最も標高の高い地点で、この峠越えは最大の難所である。
ロシアは、1801年の東グルジア併合直後にこの軍道の建設を始め、1814年には一応の完成を見たが、カズベク山頂（標高5,047m）の氷河に起因する雪崩・山崩れが頻発し、特に1832年の山崩れは、テレク渓谷を深さ100m、長さ3kmにも渡って埋め尽くすほどであった。道路の完全な整備は19世紀後半のことである。

### 『公爵令嬢メリー』- ピャチゴールスクとカフカース鉱泉

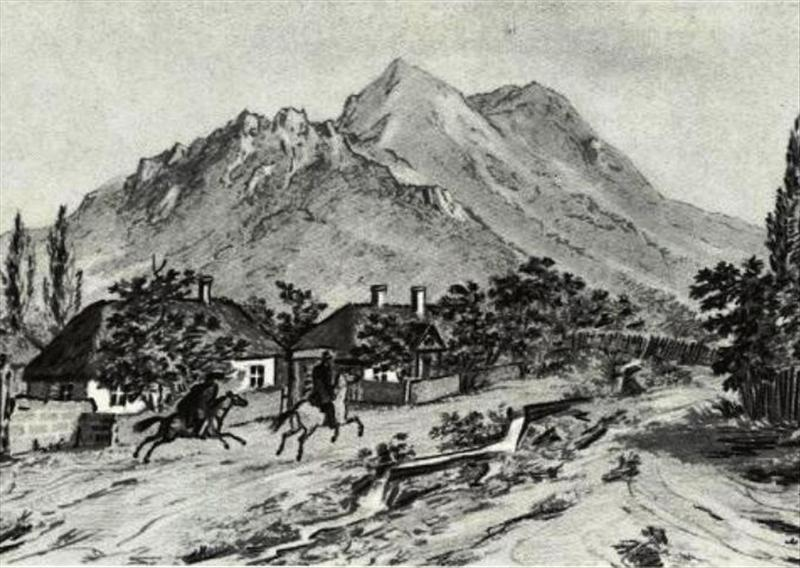
ピャチゴールスク(「5つの山」)の語源となった山「ベシュ・タウ」
(レールモントフ画、1837年)

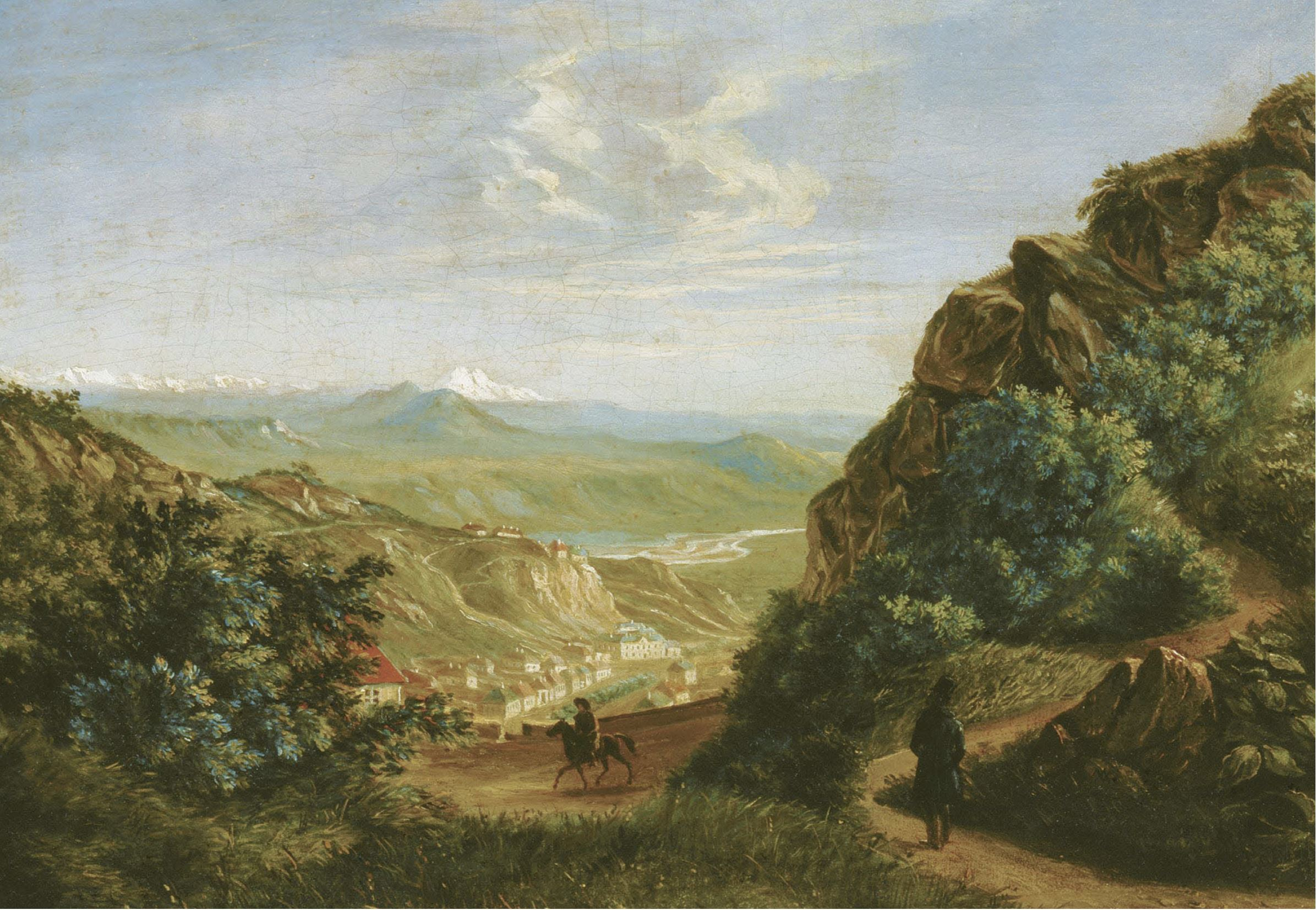
ピャチゴールスク
(レールモントフ画、1837年)

『公爵令嬢メリー』のピャチゴールスクの描写も丁寧である。緑なす山々がすぐ近くに迫った市街地、起伏に富んだ地形、洞窟や石灰岩質の崖、鉱泉井戸、葡萄の木や菩提樹の並木道など、カフカ―ス連峰北側の鉱泉地特有の地相が正確に、かつ初夏の空気が伝わって来るかのように爽やかに書かれ、200年後の今日でもそのままピャチゴールスクの案内に使えそうな筆致である。
物語後半のキスロヴォーツクも、ピャチゴールスクから僅か33kmのカフカース鉱泉の町で、名物「ナルザン水」にも言及されているが、最後の決闘の場面（人の立ち寄らない峡谷の崖の上で行われる）にクライマックスを置くという構造上、町の地理的描写はかなり淡泊である。
物語の冒頭で、ペチョーリンはピャチゴールスクのマシューク山の南麓に部屋を借りているが、実生活のレールモントフも『公爵令嬢メリー』発表の翌年、1841年7月に、マシューク山麓の決闘で落命している。しかも相手が軍友という状況も、『メリー』の設定そのままである。この作品は、ピャチゴールスクの入念な描写と共に、結果として、詩人の最期を予言する作品となった。

## 主な日本語訳
- 『現代の英雄』中村融訳、岩波文庫、1981年
- 『現代の英雄』北垣信行訳、未知谷、2014年
- 『現代の英雄』高橋知之訳、光文社古典新訳文庫、2020年